# Bay City (Wisconsin)
Pour les articles homonymes, voir Bay City.
Bay City est un village du comté de Pierce, dans l'État du Wisconsin, aux États-Unis. En 2020, il comptait une population de 441 habitants.